# Internationale Cricket-Saison 1935/36
Die internationale Cricket-Saison 1935/36 fand zwischen November 1935 und März 1936 statt. Als Wintersaison wurden vorwiegend Heimspiele der Mannschaften aus Südasien, der Karibik und Ozeanien ausgetragen.

## Überblick

### Internationale Touren
| Beginn            | Heimteam  | Auswärtsteam | Resultate | Artikel |
| Beginn            | Heimteam  | Auswärtsteam | Test      | Artikel |
| ----------------- | --------- | ------------ | --------- | ------- |
| 14. Dezember 1935 | Südafrika | Australien   | 4–0 [5]   | Artikel |

## Nationale Meisterschaften
Aufgeführt sind die nationalen Meisterschaften der Full Member des ICC.
| Land       | First-Class              |
| ---------- | ------------------------ |
| Australien | Sheffield Shield 1935/36 |
| Indien     | Ranji Trophy 1935/36     |
| Neuseeland | Plunket Shield 1935/36   |
| Südafrika  | Currie Cup 1935/36       |